# Frederick Spackman
Frederick George Spackman (ur. 16 września 1878 w Sandgate, zm. 30 maja 1942 w Bromley w Londynie) – brytyjski piłkarz. Jako zawodnik Upton Park F.C. reprezentował Wielką Brytanię na Letnich Igrzyskach Olimpijskich 1900 w Paryżu, z którą zdobył złoty medal.
Amatorską karierę piłkarską rozpoczynał w Queens Park Rangers oraz Wandsworth. W 1899, razem z bratem Harrym, dołączył do Fulham, w którym grał do 1903, występując w 53 spotkaniach. Równocześnie występował również dla Upton Park. Zawodowo był redaktorem w gazecie The Times.
Na igrzyskach Upton Park rozegrało jedno spotkanie, przeciwko reprezentującemu Francję Union des Sociétés Françaises de Sports Athlétiques (USFSA). Mecz zakończył się rezultatem 0:4 dla Brytyjczyków. Spackman rozegrał mecz w pełnym wymiarze czasowym, nie strzelając żadnej bramki.